# Laubach (Baixo Reno)
Laubach é uma comuna francesa na região administrativa de Grande Leste, no departamento Baixo Reno. Estende-se por uma área de 1,69 km². Em 2010 a comuna tinha 327 habitantes (densidade: 193,5 hab./km²).